# 庶路駅
庶路駅（しょろえき）は、北海道白糠郡白糠町庶路甲区にある北海道旅客鉄道（JR北海道）根室本線の駅である。電報略号はヨロ。事務管理コードは▲110434。駅番号はK49。

## 歴史

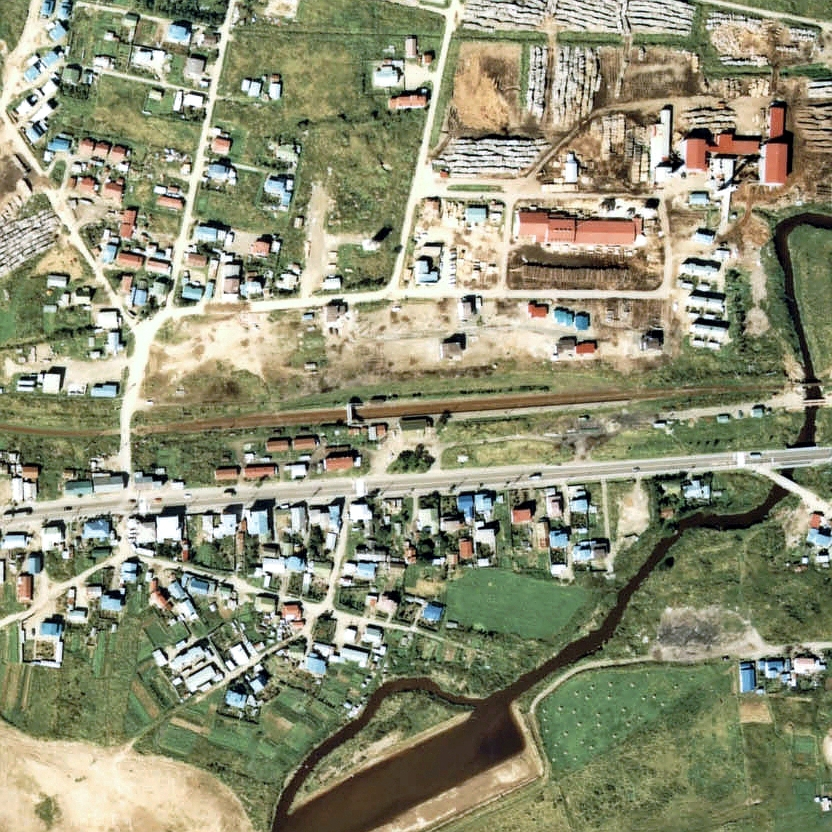
1977年の庶路駅と周囲約500m範囲。右が根室方面。

- 1901年（明治34年）7月20日：北海道官設鉄道の駅として開業[1]。一般駅[3]。
- 1905年（明治38年）4月1日：官設鉄道に編入[3]。
- 1971年（昭和46年）
  - 8月1日：根室本線昭栄信号場 - 新富士駅間CTC化[4]。
  - 10月2日：貨物・荷物取扱い廃止[5]。駅員無配置駅となる[6]（簡易委託化）[4]。
- 1973年（昭和48年）11月10日：当駅構内で貨物列車同士の正面衝突・脱線転覆事故が発生[4]。
- 1976年（昭和51年）4月13日：当駅構内で特急おおぞら3号が脱線転覆、10両編成のうち7両が脱線し、後部2両が横転[7][4]。
- 1987年（昭和62年）
  - 3月（日付不明）：交換設備廃止[4]。
  - 4月1日：国鉄分割民営化により、北海道旅客鉄道（JR北海道）の駅となる[3]。
- 1992年（平成4年）4月1日：簡易委託廃止、完全無人化。

### 駅名の由来
庶路川のアイヌ語名に由来する地名より。

## 駅構造
- 単式1面1線ホームの地上駅。元相対式ホームで跨線橋も存在するが今は自由通路として使用されている。
- 釧路駅管理の無人駅。
- ホーム上に列車接近案内がある。

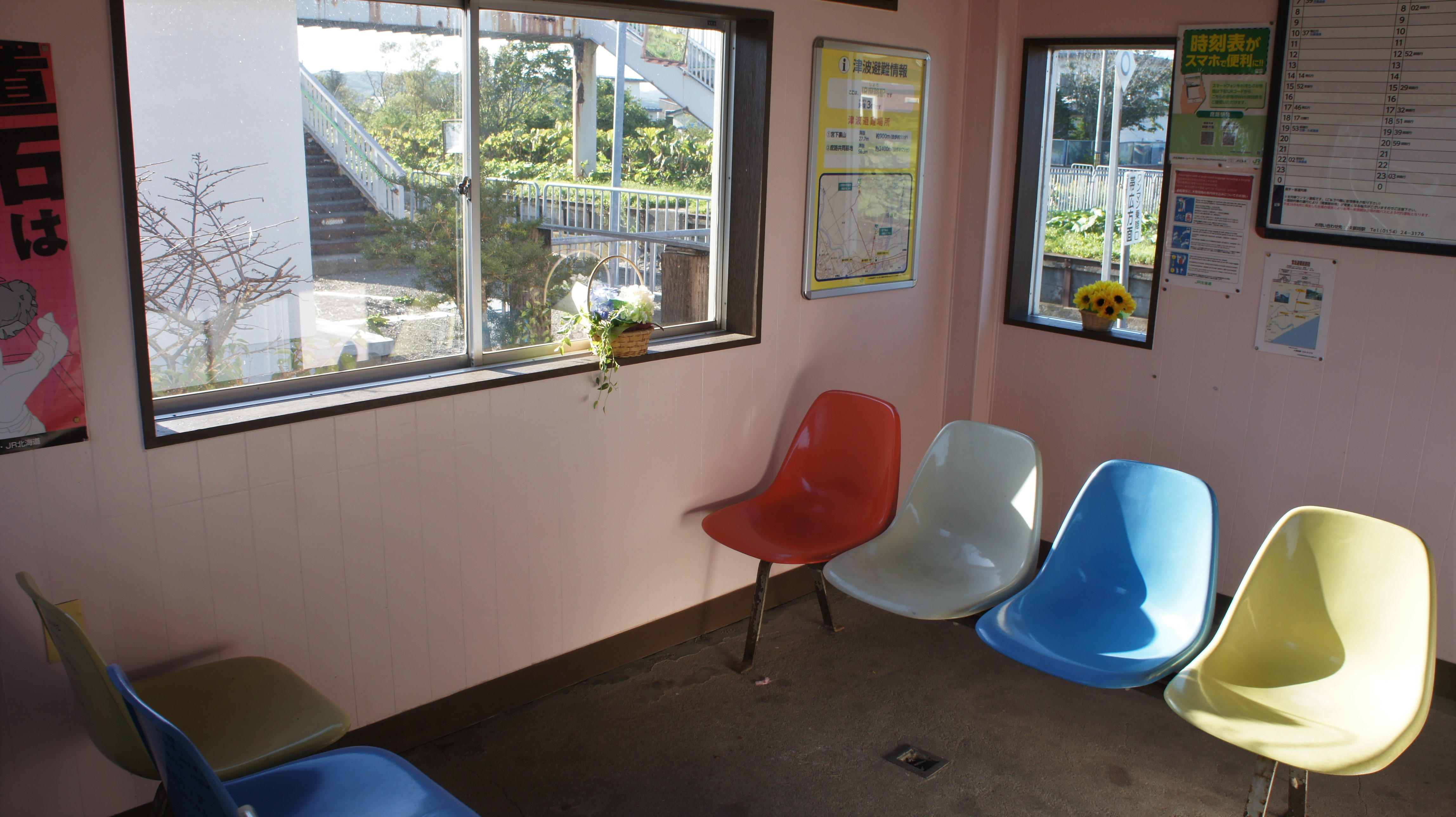
待合室（2018年9月）
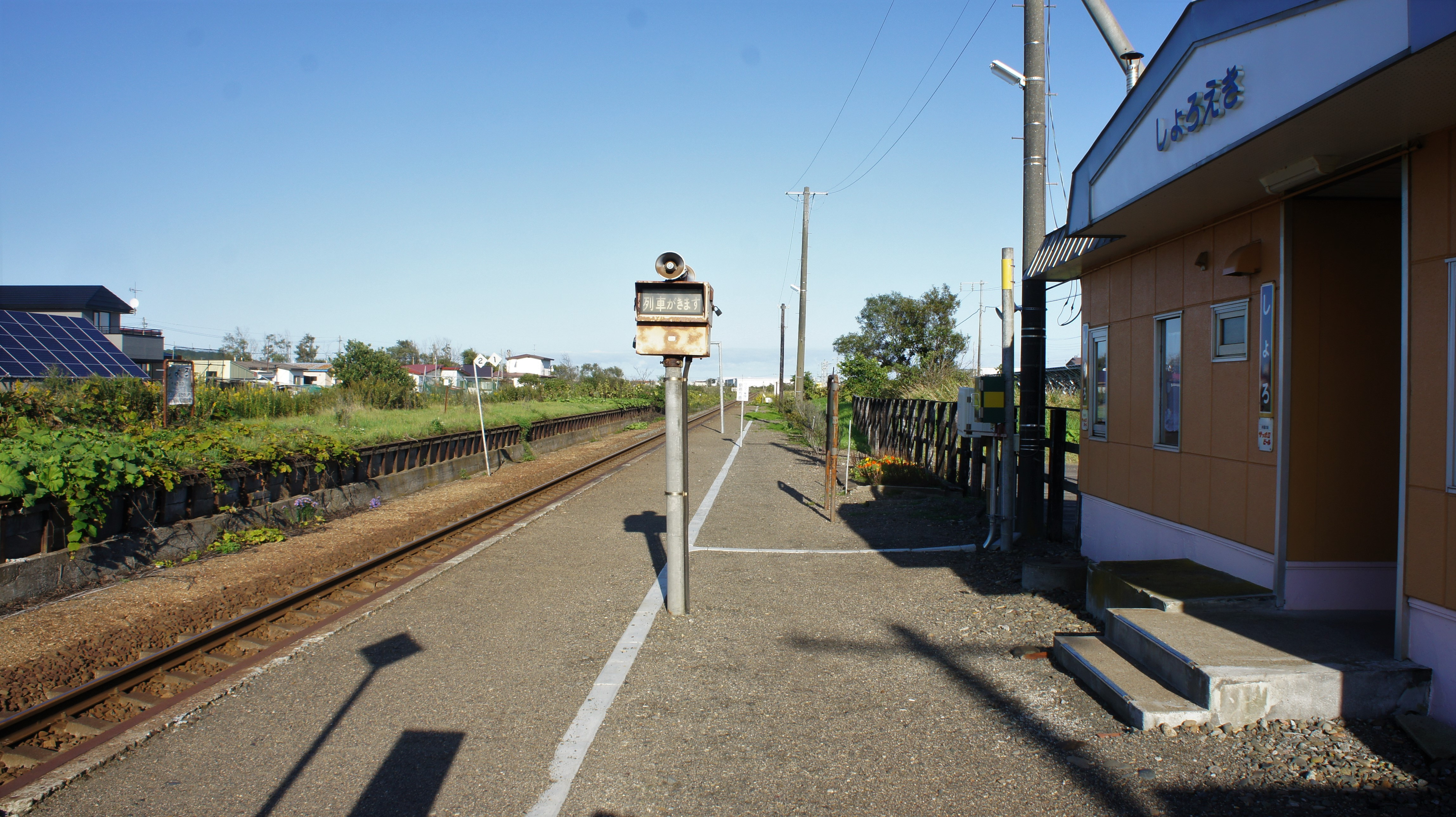
ホーム（2018年9月）
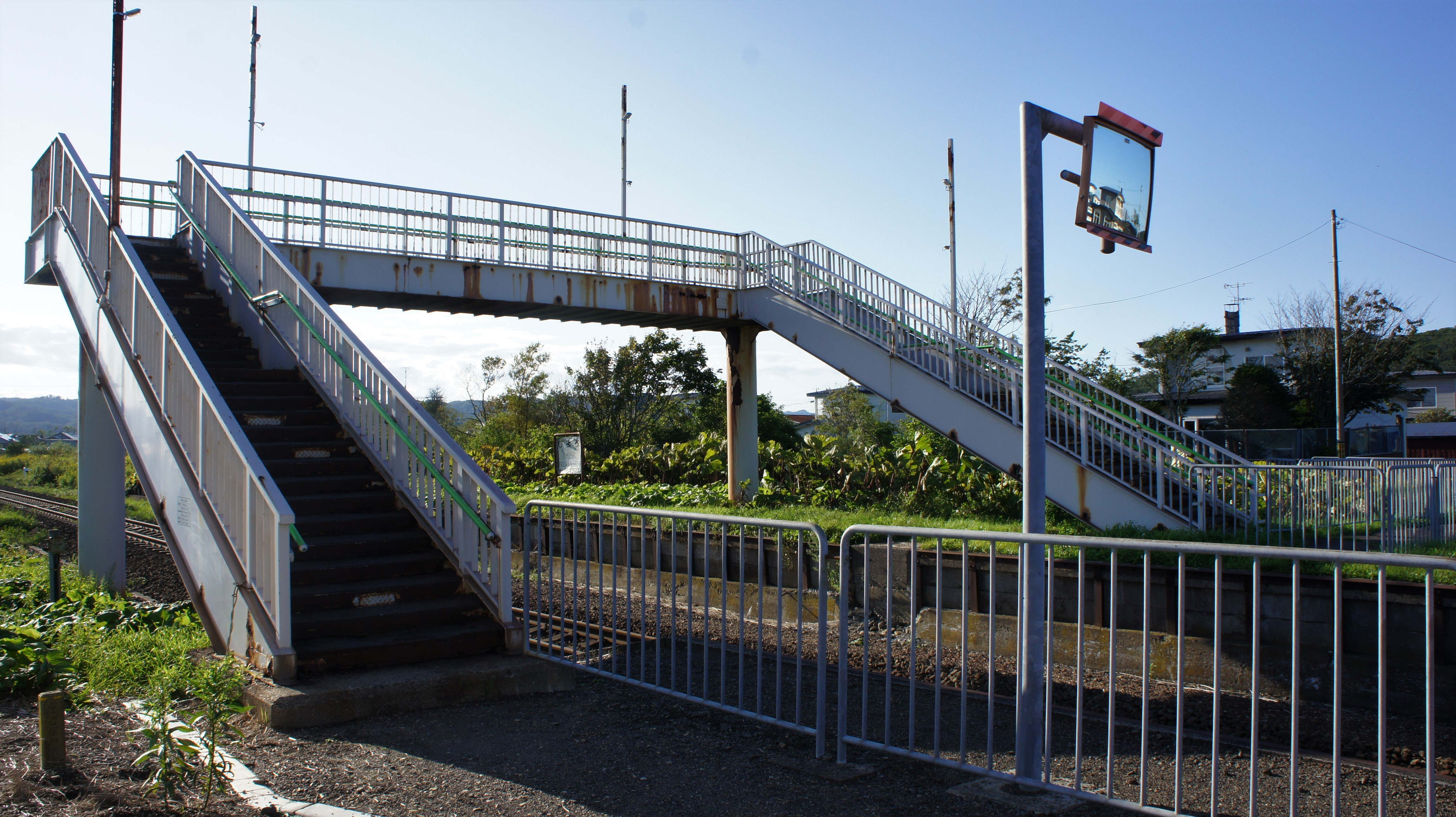
跨線橋外観（2018年9月）
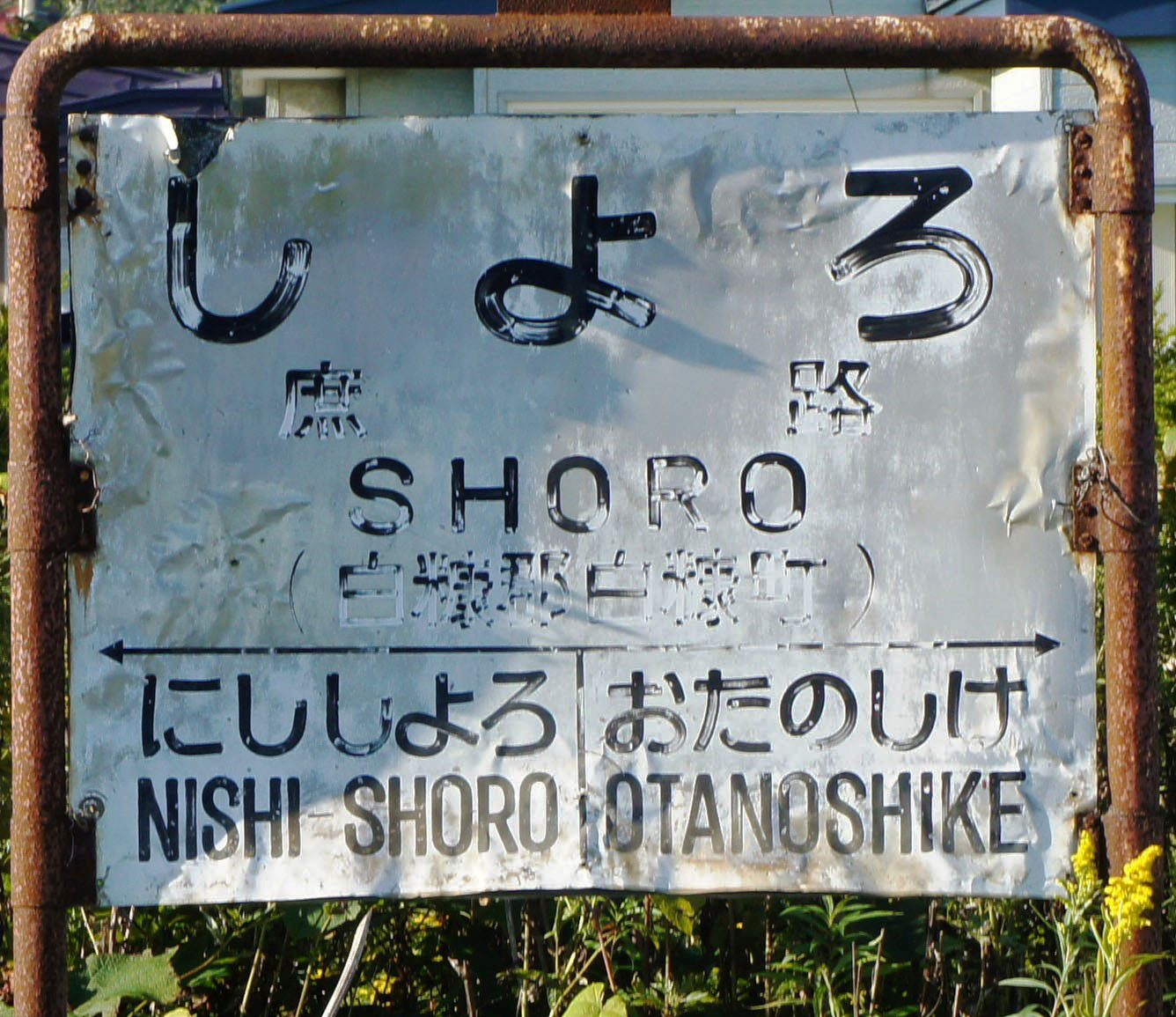
国鉄時代の駅名標（2018年9月）

## 利用状況
- 2011 - 2015年（平成23 - 27年）の乗降人員調査（11月の調査日）平均は「10名以下」[8]。
- 2014 - 2018年（平成26 - 30年）の乗降人員調査（11月の調査日）平均は「10名以下」[9]。
- 2015 - 2019年（平成27 - 令和元年）の乗降人員調査（11月の調査日）平均は「10名以下」[10]。
- 2016 - 2020年（平成28 - 令和2年）の乗降人員調査（11月の調査日）平均は「10名以下」[11]。

1日の平均乗降人員は以下の通りである。
| 乗降人員推移 | 乗降人員推移 |
| 年度         | 1日平均人数  |
| ------------ | ------------ |
| 2011         | 10           |
| 2012         | 12           |
| 2013         | 14           |
| 2014         | 10           |

## 駅周辺
駅の南北に庶路の集落が広がり、釧路市のベッドタウンとして住宅が増えている。
- 国道38号
- 北海道道242号上庶路庶路停車場線
- 釧路警察署庶路駐在所
- 庶路郵便局
- 釧路白糠工業団地
- 庶路川
- くしろバス「庶路駅前」停留所[13]

## 隣の駅
北海道旅客鉄道（JR北海道）
■根室本線
西庶路駅 (K48) - 庶路駅 (K49) - （東庶路信号場） - 大楽毛駅 (K50)

## バス路線
・*白糠高校、釧路駅前大楽毛駅前/市民病院(釧路市) [くしろバス] へと路線が伸びている。
- 白糠町営バス[15] 清和園、白糠高校へ路線が伸びている。